# Solfarmare
En solfarmare är en person som använder takmonterade solpaneler med solceller för att utvinna förnybar energi direkt från solens strålar, och på så sätt producerar sin egen el. Eventuell överskottsenergi som genereras kan sedan säljas tillbaka till nätet.
I motsats till vad uttrycket kan tyckas antyda, använder inte ”solfarmaren” solen till att odla grödor – utan till att producera sin egen el.
Begreppet solfarmare populariserades i Sverige i samband med en reklamkampanj för solel från E.ON Sverige i maj 2016. Kampanjen uppmuntrade svenska hushåll att prova på livet som solfarmare genom att installera solpaneler på sina tak.
Benämningen ”solfarmare” härrör från så kallade ”solpanelsfarmer”, ibland även kallade ”solfarmer” eller "solparker", som är ett alltmer vanligt förekommande fenomen. Solpanelsfarmer är anläggningar, oftast stora fält, med solpaneler som genererar el från solens strålning.